# Anna Sophia van Denemarken

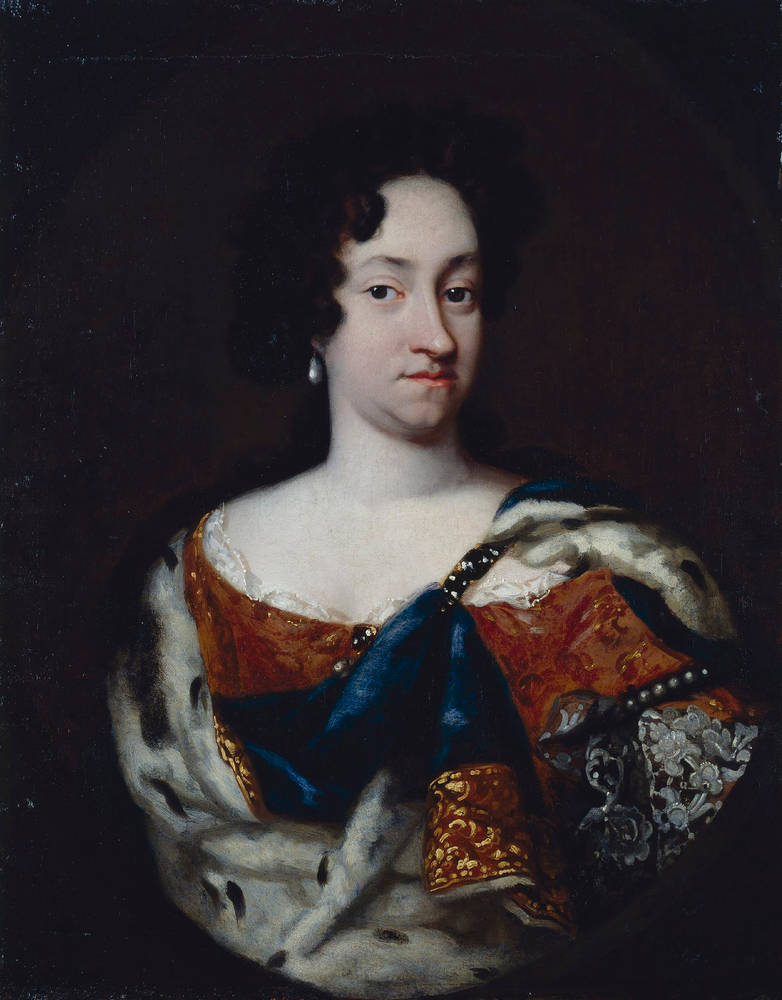
Anna Sophia van Denemarken.

Anna Sophia van Denemarken (Flensburg, 1 september 1647 — Prettin, 1 juli 1717) was van 1680 tot 1691 keurvorstin van Saksen. Ze behoorde tot het Huis Oldenburg.

## Levensloop
Anna Sophia was de oudste dochter van koning Frederik III van Denemarken uit diens huwelijk met Sophia Amalia, dochter van hertog George van Brunswijk-Calenberg.
Ze had een terughoudend en ietwat gecompliceerd karakter; ze hield van een afgezonderd leven ver weg van het hof, maar wisselde ook graag ideeën uit in gesprekken en brieven. Anna Sophia genoot een hoge opleiding en sprak naast Deens, ook Duits, Italiaans, Frans, Spaans en Latijn. Bovendien kon ze goed geld beheren en creëerde ze op die manier een aanzienlijk privévermogen. Ondanks het feit dat ze het orthodoxe lutheranisme aanhing, stond ze ook open voor nieuwe religieuze stromingen, zoals het piëtisme. Al deze zaken zorgden ervoor dat Anna Sophia erg gerespecteerd werd, ook door haar echtgenoot en zonen.
Op 9 oktober 1666 huwde ze met Johan George III (1647-1691), vanaf 1680 keurvorst van Saksen. Ze kregen twee zonen:
- Johan George IV (1668-1694), keurvorst van Saksen
- Frederik August (1670-1733), keurvorst van Saksen en onder de naam August II koning van Polen

Anna Sophia stelde zich afstandelijk op tegenover haar echtgenoot, die alleen geïnteresseerd was in militaire zaken. Ook had ze een moeilijke relatie met haar zonen Johan George IV, die tevens een gecompliceerd karakter had, en Frederik August, vooral nadat die zich in 1697 bekeerde tot het katholicisme om de Poolse kroon te kunnen opnemen. Wel had ze een goede band met Frederik Augusts echtgenote Christiane Eberhardine van Brandenburg-Bayreuth, die zich standvastig vasthield aan haar lutherse geloof en haar echtgenoot weigerde te volgen naar Polen. Als straf liet Frederik August zijn gelijknamige zoon Frederik August opvoeden door zijn moeder. Anna Sophia en Christiane Eberhardine probeerden de jongen het lutherse geloof bij te brengen, maar deze pogingen mislukten.
Na de dood van haar echtgenoot in 1691 kreeg ze als weduweresidentie het Slot Lichtenburg in Prettin toegewezen. De laatste jaren van haar leven leefde ze hier samen met haar zus Wilhelmina Ernestina, weduwe van keurvorst Karel II van de Palts. Anna Sophia overleed op juli 1717 op 69-jarige leeftijd.

## Kwartierstaat
| Frederik II van Denemarken (1534-1588)  | Frederik II van Denemarken (1534-1588)  | Frederik II van Denemarken (1534-1588)  | Frederik II van Denemarken (1534-1588)  | Frederik II van Denemarken (1534-1588)   | Frederik II van Denemarken (1534-1588)   | Sophia van Mecklenburg-Güstrow (1557-1631) | Sophia van Mecklenburg-Güstrow (1557-1631) | Sophia van Mecklenburg-Güstrow (1557-1631) | Sophia van Mecklenburg-Güstrow (1557-1631) | Sophia van Mecklenburg-Güstrow (1557-1631) | Sophia van Mecklenburg-Güstrow (1557-1631) |                                         |                                         | Joachim Frederik van Brandenburg (1546-1608) | Joachim Frederik van Brandenburg (1546-1608) | Joachim Frederik van Brandenburg (1546-1608) | Joachim Frederik van Brandenburg (1546-1608) | Joachim Frederik van Brandenburg (1546-1608) | Joachim Frederik van Brandenburg (1546-1608) | Catharina van Brandenburg-Küstrin (1549-1602) | Catharina van Brandenburg-Küstrin (1549-1602) | Catharina van Brandenburg-Küstrin (1549-1602) | Catharina van Brandenburg-Küstrin (1549-1602) | Catharina van Brandenburg-Küstrin (1549-1602)   | Catharina van Brandenburg-Küstrin (1549-1602)   |                                                 |                                                 | Willem V van Brunswijk-Lüneburg (1535-1592)     | Willem V van Brunswijk-Lüneburg (1535-1592)     | Willem V van Brunswijk-Lüneburg (1535-1592) | Willem V van Brunswijk-Lüneburg (1535-1592) | Willem V van Brunswijk-Lüneburg (1535-1592) | Willem V van Brunswijk-Lüneburg (1535-1592) | Dorothea van Denemarken (1546-1617)        | Dorothea van Denemarken (1546-1617)        | Dorothea van Denemarken (1546-1617)        | Dorothea van Denemarken (1546-1617)        | Dorothea van Denemarken (1546-1617)              | Dorothea van Denemarken (1546-1617)              |                                                  |                                                  | Lodewijk V van Hessen-Darmstadt (1577-1626)      | Lodewijk V van Hessen-Darmstadt (1577-1626)      | Lodewijk V van Hessen-Darmstadt (1577-1626)    | Lodewijk V van Hessen-Darmstadt (1577-1626)    | Lodewijk V van Hessen-Darmstadt (1577-1626)    | Lodewijk V van Hessen-Darmstadt (1577-1626)    | Magdalena van Brandenburg (1582-1616)          | Magdalena van Brandenburg (1582-1616)          | Magdalena van Brandenburg (1582-1616) | Magdalena van Brandenburg (1582-1616) | Magdalena van Brandenburg (1582-1616) | Magdalena van Brandenburg (1582-1616) |  |  |  |  |  |  |  |  |  |  |  |  |  |  |  |  |  |  |  |  |  |  |  |  |  |  |  |  |  |  |  |  |  |  |  |  |  |  |  |  |  |  |  |  |  |  |  |  |
| Frederik II van Denemarken (1534-1588)  | Frederik II van Denemarken (1534-1588)  | Frederik II van Denemarken (1534-1588)  | Frederik II van Denemarken (1534-1588)  | Frederik II van Denemarken (1534-1588)   | Frederik II van Denemarken (1534-1588)   | Sophia van Mecklenburg-Güstrow (1557-1631) | Sophia van Mecklenburg-Güstrow (1557-1631) | Sophia van Mecklenburg-Güstrow (1557-1631) | Sophia van Mecklenburg-Güstrow (1557-1631) | Sophia van Mecklenburg-Güstrow (1557-1631) | Sophia van Mecklenburg-Güstrow (1557-1631) |                                         |                                         | Joachim Frederik van Brandenburg (1546-1608) | Joachim Frederik van Brandenburg (1546-1608) | Joachim Frederik van Brandenburg (1546-1608) | Joachim Frederik van Brandenburg (1546-1608) | Joachim Frederik van Brandenburg (1546-1608) | Joachim Frederik van Brandenburg (1546-1608) | Catharina van Brandenburg-Küstrin (1549-1602) | Catharina van Brandenburg-Küstrin (1549-1602) | Catharina van Brandenburg-Küstrin (1549-1602) | Catharina van Brandenburg-Küstrin (1549-1602) | Catharina van Brandenburg-Küstrin (1549-1602)   | Catharina van Brandenburg-Küstrin (1549-1602)   |                                                 |                                                 | Willem V van Brunswijk-Lüneburg (1535-1592)     | Willem V van Brunswijk-Lüneburg (1535-1592)     | Willem V van Brunswijk-Lüneburg (1535-1592) | Willem V van Brunswijk-Lüneburg (1535-1592) | Willem V van Brunswijk-Lüneburg (1535-1592) | Willem V van Brunswijk-Lüneburg (1535-1592) | Dorothea van Denemarken (1546-1617)        | Dorothea van Denemarken (1546-1617)        | Dorothea van Denemarken (1546-1617)        | Dorothea van Denemarken (1546-1617)        | Dorothea van Denemarken (1546-1617)              | Dorothea van Denemarken (1546-1617)              |                                                  |                                                  | Lodewijk V van Hessen-Darmstadt (1577-1626)      | Lodewijk V van Hessen-Darmstadt (1577-1626)      | Lodewijk V van Hessen-Darmstadt (1577-1626)    | Lodewijk V van Hessen-Darmstadt (1577-1626)    | Lodewijk V van Hessen-Darmstadt (1577-1626)    | Lodewijk V van Hessen-Darmstadt (1577-1626)    | Magdalena van Brandenburg (1582-1616)          | Magdalena van Brandenburg (1582-1616)          | Magdalena van Brandenburg (1582-1616) | Magdalena van Brandenburg (1582-1616) | Magdalena van Brandenburg (1582-1616) | Magdalena van Brandenburg (1582-1616) |  |  |  |  |  |  |  |  |  |  |  |  |  |  |  |  |  |  |  |  |  |  |  |  |  |  |  |  |  |  |  |  |  |  |  |  |  |  |  |  |  |  |  |  |  |  |  |  |
|                                         |                                         |                                         |                                         |                                          |                                          |                                            |                                            |                                            |                                            |                                            |                                            |                                         |                                         |                                              |                                              |                                              |                                              |                                              |                                              |                                               |                                               |                                               |                                               |                                                 |                                                 |                                                 |                                                 |                                                 |                                                 |                                             |                                             |                                             |                                             |                                            |                                            |                                            |                                            |                                                  |                                                  |                                                  |                                                  |                                                  |                                                  |                                                |                                                |                                                |                                                |                                                |                                                |                                       |                                       |                                       |                                       |  |  |  |  |  |  |  |  |  |  |  |  |  |  |  |  |  |  |  |  |  |  |  |  |  |  |  |  |  |  |  |  |  |  |  |  |  |  |  |  |  |  |  |  |  |  |  |  |
|                                         |                                         |                                         |                                         | Christiaan IV van Denemarken (1577-1648) | Christiaan IV van Denemarken (1577-1648) | Christiaan IV van Denemarken (1577-1648)   | Christiaan IV van Denemarken (1577-1648)   | Christiaan IV van Denemarken (1577-1648)   | Christiaan IV van Denemarken (1577-1648)   |                                            |                                            |                                         |                                         |                                              |                                              | Anna Catharina van Brandenburg (1575-1612)   | Anna Catharina van Brandenburg (1575-1612)   | Anna Catharina van Brandenburg (1575-1612)   | Anna Catharina van Brandenburg (1575-1612)   | Anna Catharina van Brandenburg (1575-1612)    | Anna Catharina van Brandenburg (1575-1612)    |                                               |                                               |                                                 |                                                 |                                                 |                                                 |                                                 |                                                 |                                             |                                             | George van Brunswijk-Calenberg (1582-1641)  | George van Brunswijk-Calenberg (1582-1641)  | George van Brunswijk-Calenberg (1582-1641) | George van Brunswijk-Calenberg (1582-1641) | George van Brunswijk-Calenberg (1582-1641) | George van Brunswijk-Calenberg (1582-1641) |                                                  |                                                  |                                                  |                                                  |                                                  |                                                  | Anna Eleonora van Hessen-Darmstadt (1601-1659) | Anna Eleonora van Hessen-Darmstadt (1601-1659) | Anna Eleonora van Hessen-Darmstadt (1601-1659) | Anna Eleonora van Hessen-Darmstadt (1601-1659) | Anna Eleonora van Hessen-Darmstadt (1601-1659) | Anna Eleonora van Hessen-Darmstadt (1601-1659) |                                       |                                       |                                       |                                       |  |  |  |  |  |  |  |  |  |  |  |  |  |  |  |  |  |  |  |  |  |  |  |  |  |  |  |  |  |  |  |  |  |  |  |  |  |  |  |  |  |  |  |  |  |  |  |  |
|                                         |                                         |                                         |                                         | Christiaan IV van Denemarken (1577-1648) | Christiaan IV van Denemarken (1577-1648) | Christiaan IV van Denemarken (1577-1648)   | Christiaan IV van Denemarken (1577-1648)   | Christiaan IV van Denemarken (1577-1648)   | Christiaan IV van Denemarken (1577-1648)   |                                            |                                            |                                         |                                         |                                              |                                              | Anna Catharina van Brandenburg (1575-1612)   | Anna Catharina van Brandenburg (1575-1612)   | Anna Catharina van Brandenburg (1575-1612)   | Anna Catharina van Brandenburg (1575-1612)   | Anna Catharina van Brandenburg (1575-1612)    | Anna Catharina van Brandenburg (1575-1612)    |                                               |                                               |                                                 |                                                 |                                                 |                                                 |                                                 |                                                 |                                             |                                             | George van Brunswijk-Calenberg (1582-1641)  | George van Brunswijk-Calenberg (1582-1641)  | George van Brunswijk-Calenberg (1582-1641) | George van Brunswijk-Calenberg (1582-1641) | George van Brunswijk-Calenberg (1582-1641) | George van Brunswijk-Calenberg (1582-1641) |                                                  |                                                  |                                                  |                                                  |                                                  |                                                  | Anna Eleonora van Hessen-Darmstadt (1601-1659) | Anna Eleonora van Hessen-Darmstadt (1601-1659) | Anna Eleonora van Hessen-Darmstadt (1601-1659) | Anna Eleonora van Hessen-Darmstadt (1601-1659) | Anna Eleonora van Hessen-Darmstadt (1601-1659) | Anna Eleonora van Hessen-Darmstadt (1601-1659) |                                       |                                       |                                       |                                       |  |  |  |  |  |  |  |  |  |  |  |  |  |  |  |  |  |  |  |  |  |  |  |  |  |  |  |  |  |  |  |  |  |  |  |  |  |  |  |  |  |  |  |  |  |  |  |  |
|                                         |                                         |                                         |                                         |                                          |                                          |                                            |                                            |                                            |                                            | Frederik III van Denemarken (1609-1670)    | Frederik III van Denemarken (1609-1670)    | Frederik III van Denemarken (1609-1670) | Frederik III van Denemarken (1609-1670) | Frederik III van Denemarken (1609-1670)      | Frederik III van Denemarken (1609-1670)      |                                              |                                              |                                              |                                              |                                               |                                               |                                               |                                               |                                                 |                                                 |                                                 |                                                 |                                                 |                                                 |                                             |                                             |                                             |                                             |                                            |                                            |                                            |                                            | Sophia Amalia van Brunswijk-Lüneburg (1628-1685) | Sophia Amalia van Brunswijk-Lüneburg (1628-1685) | Sophia Amalia van Brunswijk-Lüneburg (1628-1685) | Sophia Amalia van Brunswijk-Lüneburg (1628-1685) | Sophia Amalia van Brunswijk-Lüneburg (1628-1685) | Sophia Amalia van Brunswijk-Lüneburg (1628-1685) |                                                |                                                |                                                |                                                |                                                |                                                |                                       |                                       |                                       |                                       |  |  |  |  |  |  |  |  |  |  |  |  |  |  |  |  |  |  |  |  |  |  |  |  |  |  |  |  |  |  |  |  |  |  |  |  |  |  |  |  |  |  |  |  |  |  |  |  |
|                                         |                                         |                                         |                                         |                                          |                                          |                                            |                                            |                                            |                                            | Frederik III van Denemarken (1609-1670)    | Frederik III van Denemarken (1609-1670)    | Frederik III van Denemarken (1609-1670) | Frederik III van Denemarken (1609-1670) | Frederik III van Denemarken (1609-1670)      | Frederik III van Denemarken (1609-1670)      |                                              |                                              |                                              |                                              |                                               |                                               |                                               |                                               |                                                 |                                                 |                                                 |                                                 |                                                 |                                                 |                                             |                                             |                                             |                                             |                                            |                                            |                                            |                                            | Sophia Amalia van Brunswijk-Lüneburg (1628-1685) | Sophia Amalia van Brunswijk-Lüneburg (1628-1685) | Sophia Amalia van Brunswijk-Lüneburg (1628-1685) | Sophia Amalia van Brunswijk-Lüneburg (1628-1685) | Sophia Amalia van Brunswijk-Lüneburg (1628-1685) | Sophia Amalia van Brunswijk-Lüneburg (1628-1685) |                                                |                                                |                                                |                                                |                                                |                                                |                                       |                                       |                                       |                                       |  |  |  |  |  |  |  |  |  |  |  |  |  |  |  |  |  |  |  |  |  |  |  |  |  |  |  |  |  |  |  |  |  |  |  |  |  |  |  |  |  |  |  |  |  |  |  |  |
|                                         |                                         |                                         |                                         |                                          |                                          |                                            |                                            |                                            |                                            |                                            |                                            |                                         |                                         |                                              |                                              |                                              |                                              |                                              |                                              |                                               |                                               |                                               |                                               |                                                 |                                                 |                                                 |                                                 |                                                 |                                                 |                                             |                                             |                                             |                                             |                                            |                                            |                                            |                                            |                                                  |                                                  |                                                  |                                                  |                                                  |                                                  |                                                |                                                |                                                |                                                |                                                |                                                |                                       |                                       |                                       |                                       |  |  |  |  |  |  |  |  |  |  |  |  |  |  |  |  |  |  |  |  |  |  |  |  |  |  |  |  |  |  |  |  |  |  |  |  |  |  |  |  |  |  |  |  |  |  |  |  |
|                                         |                                         |                                         |                                         |                                          |                                          |                                            |                                            |                                            |                                            |                                            |                                            |                                         |                                         |                                              |                                              |                                              |                                              |                                              |                                              |                                               |                                               |                                               |                                               |                                                 |                                                 |                                                 |                                                 |                                                 |                                                 |                                             |                                             |                                             |                                             |                                            |                                            |                                            |                                            |                                                  |                                                  |                                                  |                                                  |                                                  |                                                  |                                                |                                                |                                                |                                                |                                                |                                                |                                       |                                       |                                       |                                       |  |  |  |  |  |  |  |  |  |  |  |  |  |  |  |  |  |  |  |  |  |  |  |  |  |  |  |  |  |  |  |  |  |  |  |  |  |  |  |  |  |  |  |  |  |  |  |  |
| Christiaan V van Denemarken (1646–1699) | Christiaan V van Denemarken (1646–1699) | Christiaan V van Denemarken (1646–1699) | Christiaan V van Denemarken (1646–1699) | Christiaan V van Denemarken (1646–1699)  | Christiaan V van Denemarken (1646–1699)  |                                            |                                            | Anna Sophia van Denemarken (1647-1717)     | Anna Sophia van Denemarken (1647-1717)     | Anna Sophia van Denemarken (1647-1717)     | Anna Sophia van Denemarken (1647-1717)     | Anna Sophia van Denemarken (1647-1717)  | Anna Sophia van Denemarken (1647-1717)  |                                              |                                              | Frederika Amalia van Denemarken (1649-1704)  | Frederika Amalia van Denemarken (1649-1704)  | Frederika Amalia van Denemarken (1649-1704)  | Frederika Amalia van Denemarken (1649-1704)  | Frederika Amalia van Denemarken (1649-1704)   | Frederika Amalia van Denemarken (1649-1704)   |                                               |                                               | Wilhelmina Ernestina van Denemarken (1650-1706) | Wilhelmina Ernestina van Denemarken (1650-1706) | Wilhelmina Ernestina van Denemarken (1650-1706) | Wilhelmina Ernestina van Denemarken (1650-1706) | Wilhelmina Ernestina van Denemarken (1650-1706) | Wilhelmina Ernestina van Denemarken (1650-1706) |                                             |                                             | George van Denemarken (1653-1708)           | George van Denemarken (1653-1708)           | George van Denemarken (1653-1708)          | George van Denemarken (1653-1708)          | George van Denemarken (1653-1708)          | George van Denemarken (1653-1708)          |                                                  |                                                  | Ulrika Eleonora van Denemarken (1656-1693)       | Ulrika Eleonora van Denemarken (1656-1693)       | Ulrika Eleonora van Denemarken (1656-1693)       | Ulrika Eleonora van Denemarken (1656-1693)       | Ulrika Eleonora van Denemarken (1656-1693)     | Ulrika Eleonora van Denemarken (1656-1693)     |                                                |                                                | 1 broer en 1 zuster                            | 1 broer en 1 zuster                            | 1 broer en 1 zuster                   | 1 broer en 1 zuster                   | 1 broer en 1 zuster                   | 1 broer en 1 zuster                   |  |  |  |  |  |  |  |  |  |  |  |  |  |  |  |  |  |  |  |  |  |  |  |  |  |  |  |  |  |  |  |  |  |  |  |  |  |  |  |  |  |  |  |  |  |  |  |  |